# جون سترونج
جون سترونج (بالإنجليزية: John Strong) هو سياسي أمريكي، ولد في 7 أبريل 1830 في مقاطعة وين في الولايات المتحدة، وتوفي في 2 أبريل 1913. انتخب عضو مجلس ولاية ميشيغان وانتخب عضو مجلس نواب ميشيغان ‏.